# Jørn Snogdahl
Jørn Peter Snogdahl (1. oktober 1922 - 1. juli 2012) var en dansk roer fra København, bror til Mogens Snogdahl. Han var medlem af først Roforeningen Kvik ved Svanemøllen og siden Bagsværd Roklub.
Snogdahl repræsenterede Danmark ved OL 1948 i London, hvor han, sammen med Søren Jensen, udgjorde den danske toer uden styrmand. I 1. runde af turneringen sluttede danskerne på sidstepladsen i et heat mod de senere sølvvindere fra Schweiz, samt Australien, hvorefter de vandt et opsamlingsheat mod Belgien og Argentina. Det betød, at danskerne kvalificerede sig til semifinalen, hvor de tabte knebent til Italien og dermed sluttede på en samlet 4. plads i konkurrencen.
Fire år senere, ved OL 1952 i Helsinki, var Snogdahl med i den danske otter, der desuden blev udgjort af hans bror Mogens Snogdahl, samt Bjørn Stybert, Preben Hoch, Helge Muxoll Schrøder, Bjørn Brønnum, Leif Hermansen, Ole Scavenius Jensen samt styrmand John Vilhelmsen.
Snogdahl og Søren Jensen vandt desuden en EM-guldmedalje i toer uden styrmand ved EM 1947 i Luzern.